# Підрізчиха (селище)
Підрі́зчиха (рос. Подрезчиха) — селище у складі Білохолуницького району Кіровської області, Росія. Адміністративний центр та єдиний населений пункт Підрізчихинського сільського поселення.
Населення поселення становить 799 осіб (2017; 825 у 2016, 850 у 2015, 871 у 2014, 940 у 2013, 979 у 2012, 1031 у 2010, 1428 у 2002).
Національний склад станом на 2002 рік — росіяни 96 %.